# William DeVries

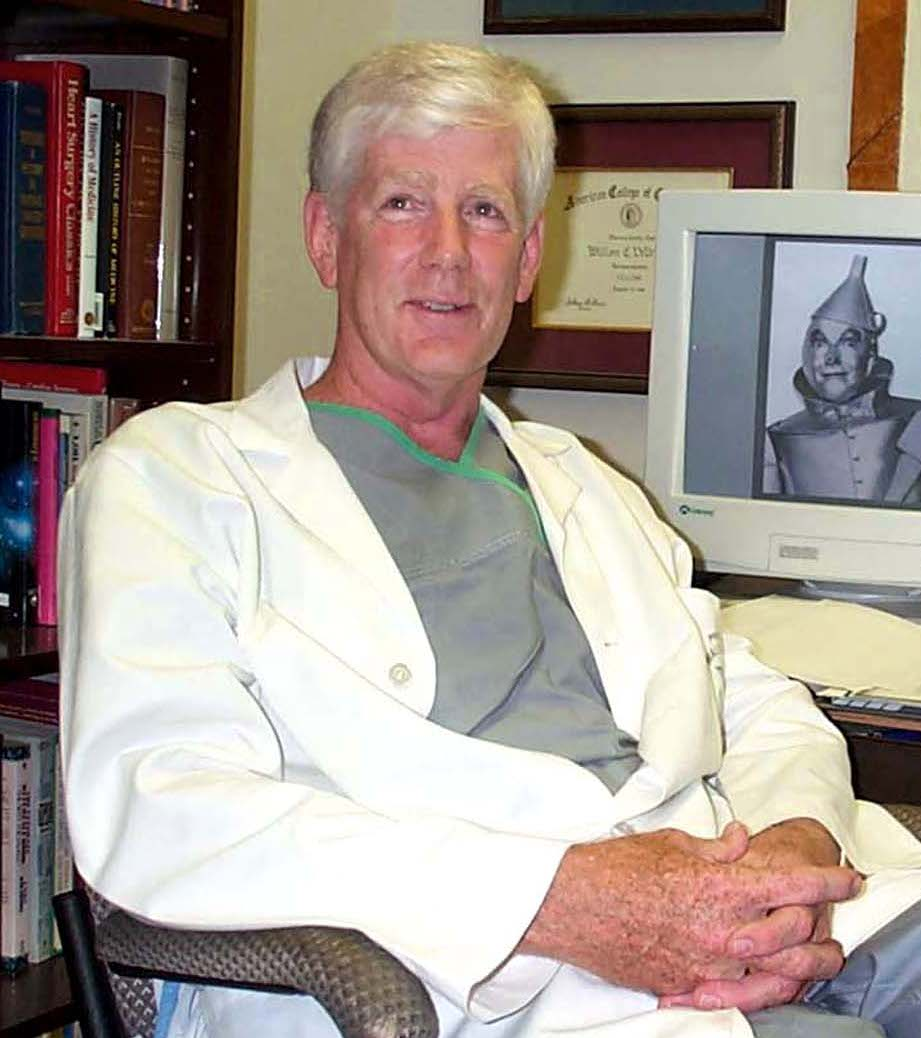
William DeVries (2002)

William Castle DeVries (ur. 19 grudnia 1943 w New York, Brooklyn, USA) – amerykański kardiochirurg znany głównie z pierwszego przeszczepu TAH (całkowite sztuczne serce) przy użyciu modelu Jarvik-7.

## Życiorys
William DeVries urodził się 19 grudnia 1943 w Brooklyn Navy Yard w rodzinie holenderskich imigrantów. Jego ojciec, Henry DeVries, który zginął w walce na niszczycielu USS Kalk (DD-611) w 1944 podczas walk w okolicy wyspy Biak, gdzie służył jako chirurg marynarki wojennej. Kiedy zmarł jego ojciec, William miał zaledwie sześć miesięcy. Został wychowany przez babcię i matkę. Po ponownym zamążpójściu matki rodzina powiększyła się o ośmioro dzieci i wszystkie przeniosły się do Ogden w stanie Utah, gdzie uczęszczał do liceum Ben Lomond, w którym grał w drużynie koszykówki oraz uprawiał lekkoatletykę. W dzieciństwie DeVries został Eagle Scoutref. Ponieważ rodzina borykała się z trudnościami finansowymi, William musiał pracować przez całe lata liceum. Dzięki swoim zdolnościom sportowym wyjechał na stypendium na Uniwersytet Utah. W czasie studiów był członkiem bractwa Sigma Chi. Ukończył w 1966 studia z tytułem licencjata z biologii molekularnej i genetycznej. Następnie, po ukończeniu studiów medycznych, również na Uniwersytecie Utah, uzyskał tytuł doktora medycyny w 1970.
W trakcie studiów na ostatnim roku poślubił Ane Karen i miał czworo dzieci. Studia ukończył z najwyższą klasą i otrzymał nagrodę dla najwybitniejszego absolwenta.
Następnie zdecydował się na rezydenturę na Duke University w Północnej Karolinie. Pod koniec swojego dziewięcioletniego szkolenia chirurgicznego wrócił do Salt Lake City. Został dyrektorem kliniki chirurgii klatki piersiowej i sercowo-naczyniowej, w której wykonywał od dwóch do pięciu operacji na otwartym sercu tygodniowo. Uniwersytet był jednym z niewielu pionierskich ośrodków w kraju zajmujących się zaawansowaną chirurgią ważnych narządów oraz ich przeszczepianiem zwierzętom i ludziom.
W Salt Lake City współpracował z Robertem Jarvikiem i Willem Kolffem. Zanim DeVries wrócił do Salt Lake City, cielęta ze sztucznym sercem mogły żyć do sześciu, siedmiu, a nawet ośmiu miesięcy. Wyniki te zainspirowały go do podjęcia pracy i rozpoczął serię długoterminowych eksperymentów na zwierzętach. Po dwóch latach eksperymentów dr DeVries i jego koledzy próbowali uzyskać zgodę amerykańskiej Agencji ds. Żywności i Leków (FDA). Na początku nikt tak naprawdę nie zwracał uwagi na pracę, ale po pewnym czasie zaczęła ona przyciągać uwagę. Dlatego DeVries zaczął szukać odpowiedniego pacjenta do pierwszej próby. W 1982 FDA wydała zgodę na eksperymentowanie z urządzeniem na człowieku, więc panel sześciu członków z Centrum Medycznego Uniwersytetu Utah rozpoczął poszukiwania pacjenta. Grupa składała się z dwóch kardiologów, psychiatry, pielęgniarki, pracownika socjalnego i DeVriesa; decyzję wszczepienia sztucznego serca Jarvik-7 62-letniemu choremu (Barney Clark) podjęto jednogłośnie.
2 grudnia 1982 DeVries i jego zespół chirurgiczny wykonali pierwszy implant TAH u człowieka. Szeroko nagłośnione wydarzenie uczyniło DeVriesa międzynarodową sławą. Śmierć Clarka z powodu niewydolności wielonarządowej 112 dni po implantacji. Wiele etycznych i praktycznych problemów zgłaszanych przez opinię publiczną spowodowały, że FDA i zespół z Utah ponownie oceniły protokoły programu TAH. Czując, że intensywna kontrola spowalnia jego badania, DeVries opuścił Uniwersytet Utah w 1984, aby przyjąć stanowisko w Humana Heart Institute International w Louisville w stanie Kentucky. 25 listopada 1984 DeVries wszczepił swoje drugie sztuczne serce Jarvik-7 52-letniemu Williamowi Schroederowi. Podobnie jak Clark, Schroeder był przedmiotem intensywnych relacji w mediach podczas okresu pooperacyjnego i kilku późniejszych powikłań, w tym gorączki i udarów. Przed śmiercią Schroedera DeVries wszczepił implanty dwóm dodatkowym pacjentom: 58-letniemu Murrayowi Haydonowi, który zmarł z powodu infekcji 488 dni później, i 63-letniemu Jackowi Burchamowi, który zmarł z powodu masywnego krwawienia wewnętrznego 10 dni później. Program sztucznego serca utknął w martwym punkcie w chwili, gdy narodowa debata na temat zalet tej eksperymentalnej procedury stawała się coraz bardziej nagląca. DeVries został poproszony o wyrażenie swojej profesjonalnej opinii na temat etyki używania urządzeń eksperymentalnych na ludzkich pacjentach oraz rozgłosu otaczającego jego procedury. W czerwcu 1987 DeVries założył własną prywatną praktykę chirurgiczną, koncentrując się na tradycyjnej chirurgii sercowo-naczyniowej, aby pracować z większą liczbą pacjentów. W 2000 DeVries dołączył do Walter Reed Army Medical Center jako konsultant Departamentu Chirurgii i pełnił funkcję Dyrektora ds. Zapewnienia Jakości i Badań w ramach Integrated Cardiothoracic Surgery Service.